# Mistrzostwa Świata FIBT 2004
Mistrzostwa Świata FIBT 2004 odbywały się w dniach 20 - 29 lutego 2004 w Königssee. Odbyły się trzy konkurencje bobslejowe i dwie skeletonowe. 

## Skeleton
- Data: 27 - 28 lutego 2004

### Mężczyźni
| Miejsce | Sportowiec          | Narodowość        | Czas    |
| ------- | ------------------- | ----------------- | ------- |
| 1       | Duff Gibson         | Kanada            | 3:15.65 |
| 2       | Florian Grassl      | Niemcy            | 3:15.77 |
| 3       | Frank Kleber        | Niemcy            | 3:15.87 |
| 4       | Gregor Stähli       | Szwajcaria        | 3:16.31 |
| 5       | Chris Soule         | Stany Zjednoczone | 3:16.39 |
| 6       | Markus Penz         | Austria           | 3:16.90 |
| 7       | Kristan Bromley     | Wielka Brytania   | 3:16.93 |
| 8       | Philippe Cavoret    | Francja           | 3:17.21 |
| 9       | Jim Shea            | Stany Zjednoczone | 3:17.30 |
| 10      | Matthias Biedermann | Niemcy            | 3:17.60 |

### Kobiety
- Data: 27 - 28 lutego 2004

| Miejsce | Zawodnik              | Narodowość        | Czas    |
| ------- | --------------------- | ----------------- | ------- |
| 1       | Diana Sartor          | Niemcy            | 3:20.78 |
| 2       | Lindsay Alcock        | Kanada            | 3:20.84 |
| 3       | Kerstin Jürgens       | Niemcy            | 3:20.92 |
| 4       | Tanja Morel           | Szwajcaria        | 3:21.27 |
| 5       | Steffi Jacob          | Niemcy            | 3:22.04 |
| 6       | Lea Ann Parsley       | Stany Zjednoczone | 3:23.03 |
| 7       | Mellisa Hollingsworth | Kanada            | 3:23.27 |
| 8       | Dany Locati           | Włochy            | 3:23.49 |
| 9       | Tristan Gale          | Stany Zjednoczone | 3:23.88 |
| 9       | Michelle Kelly        | Kanada            | 3:23.88 |

## Bobsleje

### Mężczyźni

#### Dwójki
- Data: 21 - 22 lutego 2004

| Miejsce | Narodowość        | Zawodnik                           | czas    |
| ------- | ----------------- | ---------------------------------- | ------- |
| 1       | Kanada            | Pierre Lueders Giulio Zardo        | 3:18.30 |
| 2       | Niemcy            | Christoph Langen Markus Zimmermann | 3:18.52 |
| 3       | Niemcy            | André Lange Kevin Kuske            | 3:18.88 |
| 4       | Monako            | Patrice Servelle Sébastien Gattuso | 3:19.63 |
| 5       | Niemcy            | Matthias Höpfner Franz Sagmeister  | 3:19.87 |
| 6       | Szwajcaria        | Ivo Rüegg Beat Hefti               | 3:20.00 |
| 7       | Stany Zjednoczone | Todd Hays Pavle Jovanovic          | 3:20.06 |
| 8       | Szwajcaria        | Martin Annen Cédric Grand          | 3:20.18 |
| 9       | Rosja             | Aleksandr Zubkow Filipp Jegorow    | 3:20.48 |
| 10      | Łotwa             | Gatis Gūts Intars Dīcmanis         | 3:20.54 |

#### Czwórki
- Data: 28 - 29 lutego 2004

| Miejsce | Narodowość        | Zawodnik                                                                 | czas    |
| ------- | ----------------- | ------------------------------------------------------------------------ | ------- |
| 1       | Niemcy            | André Lange Udo Lehmann Kevin Kuske René Hoppe                           | 3:15.08 |
| 2       | Niemcy            | Christoph Langen Christoph Heyder Enrico Kühn Jens Nohka                 | 3:15.43 |
| 3       | Stany Zjednoczone | Todd Hays Pavle Jovanovic Bill Schuffenhauer Steve Mesler                | 3:16.13 |
| 4       | Niemcy            | Matthias Höpfner Marc Kühne Andreas Barucha Stefan Barucha               | 3:16.37 |
| 5       | Szwajcaria        | Ivo Rüegg Daniel Mächler Beat Hefti Christian Aebli                      | 3:16.70 |
| 6       | Kanada            | Pierre Lueders Marty Robertson Ken Kotyk Giulio Zardo                    | 3:16.97 |
| 7       | Rosja             | Aleksandr Zubkow Aleksiej Sieliwierstow Siergiej Gołubiow Filipp Jegorow | 3:17.01 |
| 8       | Włochy            | Fabrizio Tosini Samuele Romanini Luca Ottolino Gian Luka Delmastro       | 3:17.19 |
| 9       | Łotwa             | Jānis Miņins Juris Latišs Ainārs Podnieks Jānis Ozols                    | 3:17.25 |
| 10      | Francja           | Bruno Mingeon Emanuel Hostache Christophe Fouquet Alexandre Arbez        | 3:17.47 |

### Kobiety

#### Dwójki
- Data: 20 - 21 lutego 2004

| Miejsce | Narodowość        | Zawodnik                             | czas    |
| ------- | ----------------- | ------------------------------------ | ------- |
| 1       | Niemcy            | Susi Erdmann Kristina Bader          | 3:24.81 |
| 2       | Niemcy            | Sandra Prokoff Anja Schneiderheinze  | 3:24.82 |
| 3       | Stany Zjednoczone | Jean Racine Vonetta Flowers          | 3:25.31 |
| 4       | Niemcy            | Cathleen Martini Yvonne Cernota      | 3:25.43 |
| 5       | Holandia          | Eline Jurg Nannet Karenbeld          | 3:26.62 |
| 6       | Holandia          | Ilse Broeders Jeannette Pennings     | 3:26.70 |
|         | Włochy            | Gerda Weissensteiner Jennifer Isacco | 3:27.24 |
| 8       | Kanada            | Helen Upperton Kaillie Simundson     | 3:27.74 |
| 9       | Stany Zjednoczone | Shauna Rohbock Amanda Moreley        | 3:27.75 |
| 10      | Szwajcaria        | Françoise Burdet Karin Hagmann       | 3:28.03 |

## Tabela medalowa
| Miejsce | Państwo           |   |   |   | Razem |
| ------- | ----------------- | - | - | - | ----- |
| 1.      | Niemcy            | 3 | 4 | 3 | 10    |
| 2.      | Kanada            | 2 | 1 | 0 | 3     |
| 3.      | Stany Zjednoczone | 0 | 0 | 2 | 2     |